# Broddenbjergský idol

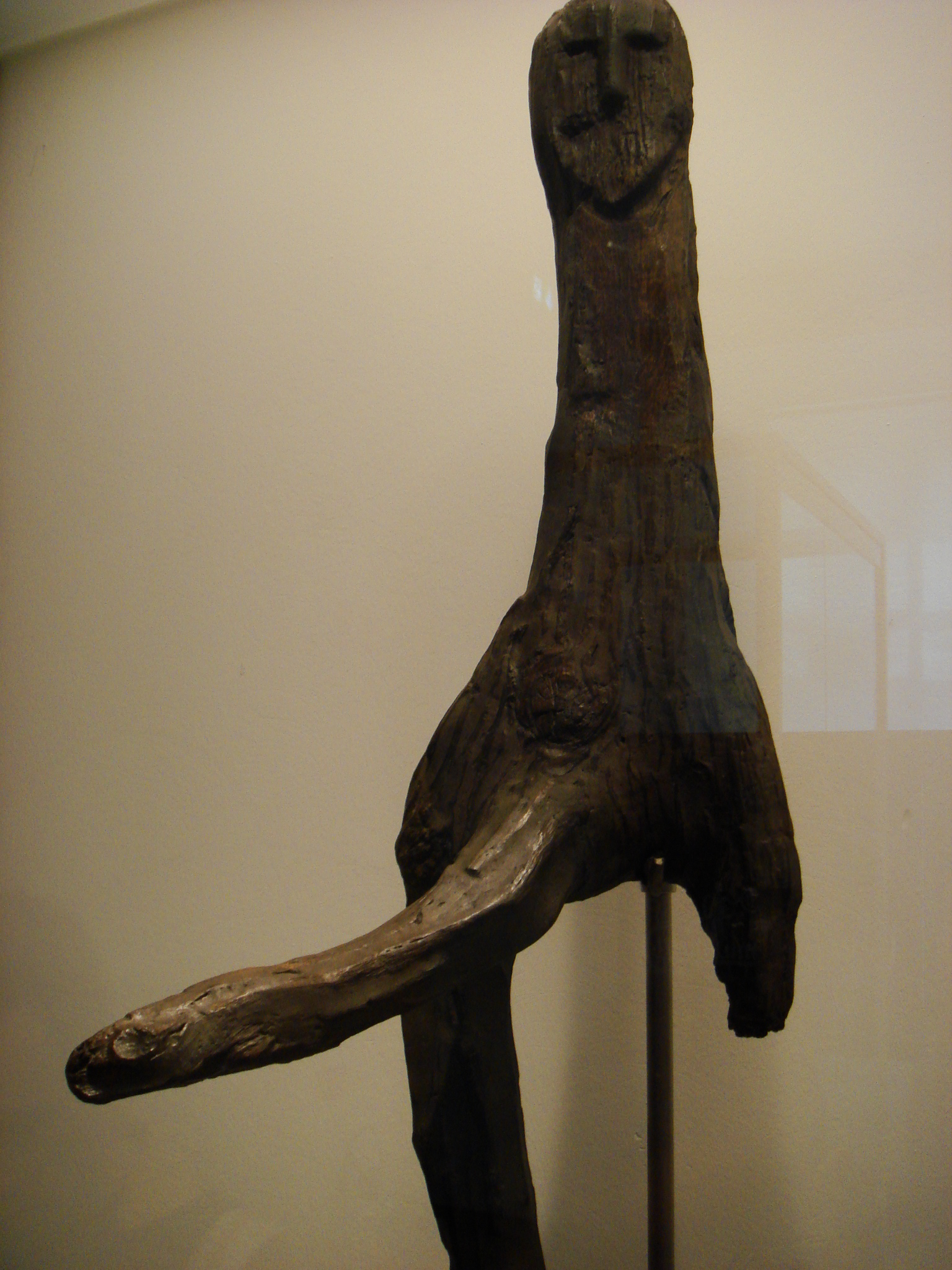
Mužská ithyfalická figurka z dubového dřeva

Broddenbjergský idol je dřevěná ithyfalická postava nalezená v bažině v Broddenbjergu nedaleko Viborgu v Dánsku a nyní se nachází v Národním muzeu v Dánsku. Datována je přibližně mezi roky 535 až 520 př. n. l. Je to jeden z nejznámějších předpokládaných votivních darů pocházejících z dánských mokřadů a rašelinišť. V jeho blízkosti byl nalezen objekt připomínající oltář s kameny pro mletí mouky a hliněné nádoby, ve kterých mohlo být jídlo pro oběti.

## Nález a datace
Soška byla objevena v rašeliništi na jaře roku 1880 člověkem, který tam přišel těžit rašelinu. Podle radiokarbonové metody byl nález datován do pozdní doby bronzové, přibližně mezi roky 535 až 520 př. n. l. Jedná se tak o nejstarší figurku tohoto typu nalezenou v Dánsku. Před použitím této metody byla figurka datována do římské doby železné.

## Popis
Figurka je vyrobena z kusu dubové větve, která byla vybrána pro svůj tvar. Figurka je vysoká 88 cm, nemá paže, má dvě nohy, které jsou tvořeny přirozeným tvarem větve, a vztyčený penis dlouhým 28 cm. Jedna z nohou je odlomená. V horní části je zvýrazněný obličej se špičatou bradou, která může naznačovat plnovous. Tento rys byl pokládán za důkaz, že byla vytvořena keltskou kulturou. Pravé oko je mnohem výrazněji vyznačeno než levé, které je znázorněno pouze čárou. I několik dalších podobných nálezů vyřezávaných postav má asymetrické tváře. Čára umístěná pod krkem může znázorňovat nákrčník nebo horní část oděvu. V oblasti třísel a na falus byla nanesena pryskyřice.